# 阿加特·哈比亚利马纳
阿加特·坎齐加·哈比亚利马纳（英語：Agathe Kanziga Habyarimana，1942年1月21—），“坎齐加”是她娘家的姓，她是卢旺达总统朱韦纳尔·哈比亚利马纳的妻子，2010年在法国被捕接受审判。